# 유세프 카라미
유세프 카라미(페르시아어: یوسف کرمی, Yousef Karami, 1983년 3월 22일~)는 이란의 태권도 선수로 2004년 하계 올림픽 남자 웰터급에서 동메달을 획득했다. 세계 태권도 선수권 대회에서 두 번 우승했으며, 아시안 게임에서 금메달 2개를 획득했다.